# Hakatai Shale
Der Hakatai Shale ist die zweite Formation der mesoproterozoischen Unkar Group im Südwesten der Vereinigten Staaten. Als Bestandteil der Grand Canyon Supergroup wurde der Tonschiefer im Stenium abgelagert.

## Etymologie
Der Hakatai Shale ist nach seiner Typlokalität, dem Hakatai Canyon, benannt. Das Hakatai Canyon ist ein rechtsseitiges, nördliches Seitental des Colorado Rivers. Mit Hakatai ist möglicherweise die Bezeichnung der Hochland-Yuma sprechenden Havasupai für den Colorado River (Grosses Wasser) gemeint – von ha (Wasser) und tay (groß).

## Erstbeschreibung
Der Hakatai Shale wurde erstmals im Jahr 1914 von Levi F. Noble wissenschaftlich beschrieben.

## Vorkommen

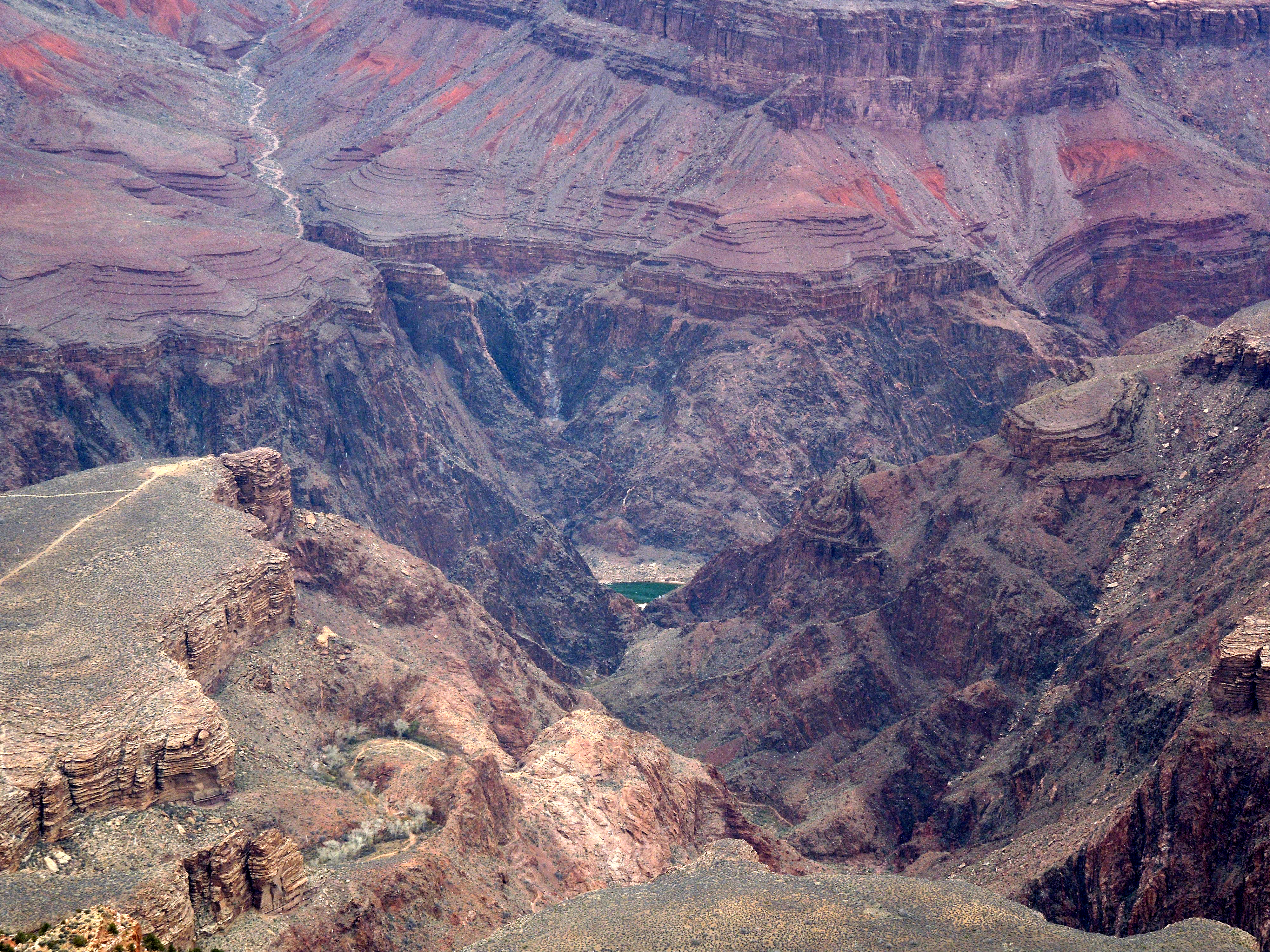
Granite Gorge unterhalb von Isis Temple, gesehen vom Plateu Point. Der teils auffällig rot gefärbte Hakatai Shale folgt hier auf die Bass-Formation, die ihrerseits diskordant dem Grundgebirge aufliegt. Über dem Hakatai Shale der Shinumo Quartzite.

Die Vorkommen des Hakatai Shales beschränken sich auf das östliche Grand Canyon im Coconino County in Arizona. Aufschlüsse finden sich am Isis Temple, im südwestlichen Bright Angel Canyon, entlang der Nordseite der Granite Gorge mit ihren Seitentälern sowie generell am Colorado River und seinen seitlichen Zuflüssen.

## Stratigraphie
Der Hakatai Shale folgt konkordant auf die darunterliegende  Bass-Formation, wird aber seinerseits diskordant vom Shinumo Quartzite überlagert.
Die Gesamtmächtigkeit der Formation schwankt zwischen 135 und maximal 300 Meter.
Der Hakatai-Shale wird formlos in folgende drei Member unterteilt (vom Hangenden zum Liegenden):
- Stone-Creek-Member
- Cheops-Pyramid-Member
- Hance-Rapids-Member

### Sequenzstratigraphie
Die Unkar Group wird sequenzstratigraphisch gewöhnlich in vier Zyklen unterteilt, welche alle mit einer Meeresinkursion beginnen. Auf die anfänglich marinen Sedimente folgen Wattsedimente und schließlich subaerische Sedimente. Der erste Zyklus der Unkar Group setzte mit der Bass-Formation ein, der zweite mit Beginn des Hakatai Shales. Der dritte Zyklus begann mit dem Escalante-Creek-Member des Dox Sandstones und der vierte mit dem Comanche-Point-Member. Der Hakatai Shale stellt hiernach den zweiten Zyklus, der nach Abflauen des Bass-Zyklus einen erneuten, jedoch sehr langsamen Meeresspiegelanstieg einläutete.

## Lithologie
Primär besteht der siliziklastische Hakatai Shale aus Schiefertonen, zu denen sich aber auch Siltsteine, sandige Siltsteine und feinkörnige Sandsteine – und untergeordnet auch Arkosen, Subarkosen und Quarzarenite – hinzugesellen können.
Das liegende Hance-Rapids-Member baut sich aus purpurfarbenen bis rotvioletten Tonsteinen auf, in die sandige Siltsteine und seltenere feinlagige Subarkosen und Quarzarenite eingelagert sind. Der Übergang zum feinkörnigen Cheops-Pyramid-Member ist fließend, wobei die Grenze beim markanten Farbumschwung zu Rotorange gezogen wird. Die auffallend rotorange Farbgebung des aus Tonsteinen, Siltsteinen und untergeordneten sandigen Siltsteinen zusammengesetzten Members zeigt Flecken unterschiedlicher Größenordnung. Hierbei handelt es sich um bis zu 10 Zentimeter und mehr erreichende, kugelförmige bis sphäroidische Reduktionsflecken. Sie besitzen einen dunkel- bis grünlich-grauen Kernbereich, dessen Zentrum tief-dunkelgrau bis schwarz gefärbt sein kann. Das abschließende Stone-Creek-Member schließlich ist eine schräggeschichtete grobe Arkose, deren Farbgebung von Hellpurpur bis Lavendel wechselt.
Sedimentstrukturen sind Schrägschichtung in Arkosen und Trockenrisse in Schiefertonen. Rippelmarken treten in Silt- und Sandsteinen auf.

### Kontaktverhältnisse
Im östlichen Grand Canyon ist der Kontakt des Hakatai Shales mit der unterlagernden Bass-Formation typischerweise gradueller Natur und erstreckt sich über gut einen Meter. Im Red Canyon beispielsweise besteht der Kontakt aus einem Intervall, in dem stromatolithischer Kalk der Bass-Formation sich auf intensive Weise mit grobkörnigen Ablagerungen des Hakatai Shales verzahnt. Die Grenze wird hier willkürlich mit der höchsten Sandsteinlage festgelegt. Anderswo ist der Kontakt jedoch scharf und konform.
Der Kontakt mit dem überlagernden Shinumo Quartzite ist eine deutliche und bedeutende Diskordanz. Sie ist scharf und durchschneidet stellenweise Schrägschichtungen und Rinnensedimente in Sandsteinen des unterlagernden Hakatai Shales. In der liegenden Subarkose des Shunumo Sandstones hat sich ein Restkonglomerat auf der Erosionsfläche  der Diskordanz angesammelt. Es enthält bis zu 5 Zentimeter große Klasten des Grundgebirges und außerdem Quarzitklasten, die im Raum des Grand Canyons keine Entsprechung finden.
Der Kontakt des Tapeats Sandstones mit dem Hakatai Shale und der restlichen, tektonisch beanspruchten Unkar Group ist eine bedeutende Winkeldiskordanz – die Great Unconformity. Die differentielle Erosion der Unkar Group hinterließ die resistente Cardenas Lava und den Shinumo Quartzite als Härtlinge, die jetzt von den Sandsteinen, Schiefertonen und Konglomeraten des Tapeats Sandstones bedeckt werden. Diese Härtlinge dienten stellenweise als Quellen grobkörniger Sedimente im Verlauf der Transgression der Tonto Group.  Der Kontakt zwischen dem Hakatai Shale und dem Tapeats Sandstone bildet Teil der mit Ausnahme der Härtlinge relativ flach liegenden Transgressionsfläche.

### Magmatismus

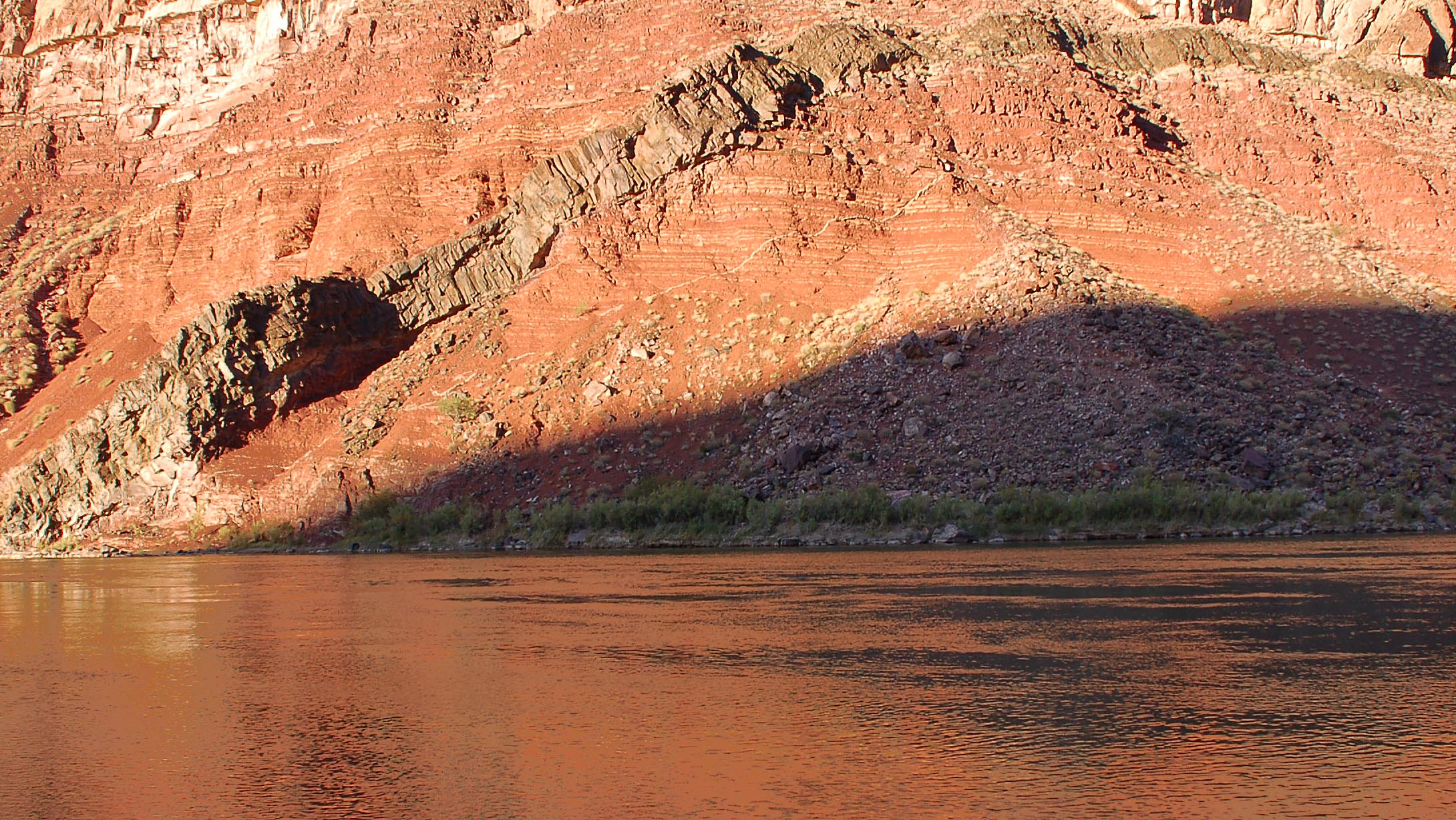
Basaltgang in orangerotem Hakatai Shale an den Hance Rapids, Flussmeile 76,5

Unterhalb der Cardenas Lava haben basaltische Lagergänge und Gänge die gesamte Unkar Group intrudiert. Lagergänge treten aber nur in der Bass-Formation und im Hakatai Shale auf. Gänge durchschlagen den Hakatai Shale, den Shinumo Quartzite und den Dox Sandstone. Die Lagergänge erreichen eine Mächtigkeit von 23 Meter bei den Hance Rapids und schwellen im Hakatai Canyon und am Shinumo Creek sogar bis auf 300 Meter an. Die Fördergänge der Lagergänge sind nicht aufgeschlossen. Jedoch kann der Fördergang der Cardenas Lava diskontinuierlich bis in unmittelbare Nähe des untersten Lavaflusses verfolgt werden. Der Hakatai Shale wurde im Kontaktbereich der Lagergänge kontaktmetamorph zu knotigem Hornfels verwandelt. Dieser enthält Porphyroblasten von Andalusit und Cordierit, die ihrerseits wiederum durch Muskovit und respektive Chlorit ersetzt wurden.

## Ablagerungsmilieu
Das Ablagerungsmilieu des Hakatai Shales umfasst mehrere Faziesbereiche. Vertreten sind flachmarine, randmarine, gezeitenbeeinflusste und deltaische Environments.
Das liegende Hance-Rapids-Member wird einem seichten, niedrig-energetischen, marinen Environment zugeschrieben, wobei der Übergang von der Bass-Formation zum Liegendmember bereits einem abflauenden Stadium der Bass-Sedimentation entsprechen dürfte. Das Cheops-Pyramid-Member wurde in einem seichten, küstennahen Environment abgelagert (als küstennaher Schlick, möglicherweise auch im Delta-Randbereich). Die graugrünen Reduktionsflecken dieses Members ähneln Reduktionsflecken im Solomon-Temple-Member und im Ochoa-Point-Member des Dox Sandstones, welche als nicht-marinen Ursprungs angesehen werden. Das Stone-Creek-Member ist wahrscheinlich ein marines Deltasediment.

## Fossilien
In der Übergangszone zwischen der Bass-Formation und dem Hakatai Shale treten Stromatolithen und andere mikrobielle Strukturen auf. Vorhanden sind auch umstrittene Fossilien – Englisch dubiofossils.
Stromatolithen wurden in spektakulären Aufschlüssen des Hakatai Shales im Rodgers Canyon gefunden. Sie erscheinen hier in der Übergangszone zur unterlagernden Bass-Formation, in der sich stromatolithische Karbonatlagen mit grobkörnigen Sedimenten des Hakatai Shales aufs Engste verzahnen. Im Liegenden der Karbonatlagen finden sich so genannte Stromatolithen-Onchaloide – hügelartige Algenansammlungen, die groben Klasten des Sandsteinkonglomerats aufwuchsen. Ferner ist es gut möglich, dass die dunkelgrauen bis schwarzen Reduktionsflecken im Cheops-Pyramid-Member ebenfalls organischen oder gar stromatolithischen Ursprungs sind.
Mehrfach wurden Pseudofossilien im Hakatai Shale erwähnt. So beispielsweise Kriechspuren von Metazoa, die jetzt aber als nichtbiogenen Ursprungs angesehen werden.

## Alter
Laut Timmons und Kollegen (2012) wurde der Hakatai Shale wahrscheinlich im Zeitraum 1187 bis 1170 Millionen Jahre im Stenium abgelagert.